# 1912年ストックホルムオリンピックのアメリカ合衆国選手団
1912年ストックホルムオリンピックのアメリカ合衆国選手団（1912ねんストックホルムオリンピックのアメリカがっしゅうこくせんしゅだん）は、1912年5月5日から7月27日にかけてスウェーデンの首都ストックホルムで開催された1912年ストックホルムオリンピックのアメリカ合衆国選手団、およびその競技結果。

## 概要
今大会は金メダル25個、銀メダル19個、銅メダル19個の合計63個のメダルを獲得した。

## メダル
| メダル | 選手名                                                                                   | 競技   | 種目                 |
| ------ | ---------------------------------------------------------------------------------------- | ------ | -------------------- |
| 金     | ラルフ・クレイグ                                                                         | 陸上   | 男子100m             |
| 金     | ラルフ・クレイグ                                                                         | 陸上   | 男子200m             |
| 金     | チャールズ・レイドパス                                                                   | 陸上   | 男子400m             |
| 金     | テッド・メレディス                                                                       | 陸上   | 男子800m             |
| 金     | フレデリック・ケリー                                                                     | 陸上   | 男子110mハードル     |
| 金     | メルビン・シェパード エドワード・リンドバーグ テッド・メレディス チャールズ・レイドパス  | 陸上   | 男子4x400mリレー     |
| 金     | テル・バーナ ジョージ・ボンハーグ アベル・キヴィアット ルイ・スコット ノーマン・テーバー | 陸上   | 男子3000m団体        |
| 金     | アルバート・ガターソン                                                                   | 陸上   | 男子走幅跳           |
| 金     | アルマ・リチャーズ                                                                       | 陸上   | 男子走高跳           |
| 金     | プラット・アダムス                                                                       | 陸上   | 男子立高跳           |
| 金     | ハリー・バブコック                                                                       | 陸上   | 男子棒高跳           |
| 金     | パトリック・マクドナルド                                                                 | 陸上   | 男子砲丸投           |
| 金     | ラルフ・ローズ                                                                           | 陸上   | 男子砲丸両手投げ     |
| 金     | マット・マクグラス                                                                       | 陸上   | 男子ハンマー投       |
| 金     | ジム・ソープ                                                                             | 陸上   | 男子5種競技          |
| 金     | ジム・ソープ                                                                             | 陸上   | 男子十種競技         |
| 金     | デューク・カハナモク                                                                     | 競泳   | 男子100m自由形       |
| 銀     | アルヴァ・メイヤー                                                                       | 陸上   | 男子100m             |
| 銀     | ドナルド・リッピンコット                                                                 | 陸上   | 男子200m             |
| 銀     | メルビン・シェパード                                                                     | 陸上   | 男子800m             |
| 銀     | アベル・キヴィアット                                                                     | 陸上   | 男子1500m            |
| 銀     | ルイス・テワニマ                                                                         | 陸上   | 男子10000m           |
| 銀     | ジェームズ・ウェンデル                                                                   | 陸上   | 男子110mハードル     |
| 銀     | プラット・アダムス                                                                       | 陸上   | 男子立幅跳           |
| 銀     | ベンジャミン・アダムス                                                                   | 陸上   | 男子立高跳           |
| 銀     | フランク・ネルソン                                                                       | 陸上   | 男子棒高跳           |
| 銀     | マーカス・ライト                                                                         | 陸上   | 男子棒高跳           |
| 銀     | ラルフ・ローズ                                                                           | 陸上   | 男子砲丸投           |
| 銀     | パトリック・マクドナルド                                                                 | 陸上   | 男子砲丸両手投げ     |
| 銀     | リチャード・バード                                                                       | 陸上   | 男子円盤投           |
| 銀     | ジェームス・ドナヒュー                                                                   | 陸上   | 男子5種競技          |
| 銅     | ドナルド・リッピンコット                                                                 | 陸上   | 男子100m             |
| 銅     | エドワード・リンドバーグ                                                                 | 陸上   | 男子400m             |
| 銅     | イラ・ダベンポート                                                                       | 陸上   | 男子800m             |
| 銅     | ノーマン・テーバー                                                                       | 陸上   | 男子1500m            |
| 銅     | ガストン・ストロビーノ                                                                   | 陸上   | 男子マラソン         |
| 銅     | マーチン・ホーキンス                                                                     | 陸上   | 男子110mハードル     |
| 銅     | ベンジャミン・アダムス                                                                   | 陸上   | 男子立幅跳           |
| 銅     | ジョージ・ホーリン                                                                       | 陸上   | 男子走高跳           |
| 銅     | フランク・マーフィー                                                                     | 陸上   | 男子棒高跳           |
| 銅     | ローレンス・ホイットニー                                                                 | 陸上   | 男子砲丸投           |
| 銅     | ジェームズ・ダンカン                                                                     | 陸上   | 男子円盤投           |
| 銅     | クラレウス・チャイルズ                                                                   | 陸上   | 男子ハンマー投       |
| 銅     | ケネス・ヒューツォー                                                                     | 競泳   | 男子100m自由形       |
| 銅     | カール・シュッテ                                                                         | 自転車 | 男子個人ロードレース |
| 銅     | カール・シュッテ アルヴィン・ロフテス アルバート・クーシェル ウォルター・マーティン      | 自転車 | 男子団体ロードレース |